# Braceface
Braceface, também conhecido como Sorriso Metálico no Brasil e em Portugal, é uma série de desenho animado canadense-chinês feita diretamente para o público infanto-juvenil, criada por Melissa Clark, produzida pela atriz americana Alicia Silverstone e desenvolvida pela empresa canadense Nelvana e pela chinesa Jade Animation. Ela foi originalmente exibida nos Estados Unidos pela Fox Family (posteriormente ABC Family e atualmente Freeform) no dia 4 de Abril de 2001 e teve sua última exibição no dia 27 de agosto de 2005, finalizando a série, pois Clark queria se dedicar a carreira como escritora de livros. O programa gira em torno de Sharon Spitz, que é uma estudante do ensino médio que usa aparelhos que ficam no seu caminho de levar uma vida normal de adolescente. Na primeira temporada, ela está matriculada no colégio Mary Pickford Junior High, do qual o nome foi dado em homenagem a atriz canadense Mary Pickford.
A série teve grande popularidade diante do público, embora seu público alvo, que eram os adolescentes, não tenham sido atingidos, já que boa parte da audiência da série animada era composta por crianças e pré-adolescentes. Porém, ao contrário dos demais desenhos animados, Sorriso Metálico se destacou por apresentar problemas reais vividos pelos adolescentes, tais como a puberdade, o divórcio entre pais, a pressão colegial e roubos. A atriz Alicia Silverstone se interessou em partipar da série depois de ter visto alguns documentários sobre matadouros. Ela então quis fazer com que Sharon fosse vegetariana.
No que diz respeito a crítica, a série teve uma recepção positiva, principalmente no seu início, aonde a maioria dos críticos elogiou o trabalho de Alicia dizendo que ela praticamente "entrou na personagem", conotando também que os problemas vividos por Sharon eram levemente baseados nos problemas vividos por toda adolescente de 14 anos com aparelho ortodôntico. A série obteve uma audiência muito grande quando estreou na Fox Family, superando canais como Nickelodeon e Cartoon Network, o que foi bem visto pela maioria. Muitos críticos também consideraram que a série era uma ótima oportunidade, tanto para os jovens quanto para as crianças.
Devido ao enorme sucesso em audiência, a série gerou três temporadas continuas, exibidas em mais de 20 países diferentes, aonde seu nome e o nome de seus personagens mudou, conforme a cultura de cada país. O show também gerou uma diversidade de produtos, licenciados pela Saban Entertainment em uma diversidade de países, incluindo produtos de papelaria, cosméticos, vestúario, entre outros. Sorriso Métalico também foi lançada em DVD pela Funimation Entertainment.

## Premissa
Sharon Spitz é uma adolescente de 13 anos de idade que tem sua vida totalmente modificada, quando descobre que vai ter que usar aparelhos ortodônticos. Depois de um misterioso acidente no consultório do ortodontista, os aparelhos de Sharon simplesmente perdem o controle quando entram em contato com eletricidade. Eles sintonizam conversas em telefones celulares, mexem com secretárias eletrônicas, e até mesmo servem como imãs, o que faz Sharon passar por muitas situações constrangedoras. Além disso, ela esta no Ensino Médio, e precisa dividir este "problema" com todos os acontecimentos da puberdade. Namorada de Alden Jones, o garoto mais popular da escola, Sharon tem grandes dificuldades com sua rival, Nina Harper, que esta sempre tentando destruir seu relacionamento. Apesar de todas essas situações difíceis, ela consegue se agarrar em sua sanidade e auto-confiança, e até mesmo se divertir um pouco de vez em quando. Com seus melhores amigos, Connor e Maria, Sharon consegue passar por todos os desafios que a vida tem para oferecer, e transforma seu sorriso, de estanho em um sorriso vencedor.

## Personagens

Personagens de Sorriso Metálico, da esquerda para a direita: Connor, Maria, Nina, Sharon e Alden.

### Personagens principais
A série Braceface contém uma quantidade extensiva de personagens. Inicialmente, os principais protagonistas são a personagem principal Sharon Spitz, seu interesse amoroso durante toda a série Alden Jones, seus melhores amigos – Maria Wong e Connor MacKenzie – e posteriormente, a personagem Alyson Malitski, que vem a se tornar namorada de Connor e amiga de Sharon.
Durante todo o show, a personagem Nina Harper serviu como a principal vilã da protagonista, tentando muitas vezes impedir Sharon de conseguir algum relacionamento com Alden, e inclusive, sendo a responsável por apelidar a garota de Sorriso Metálico. Outros personagens notáveis é a família Spitz – Helen, mãe de Sharon, Adam e Josh, seus irmãos e Richard, seu pai –, além de David, que é o namorado de sua mãe e Lauren, namorada de seu pai. Outros personagens tem grande importância durante o passar do show. Também é formada uma banda por Sharon e suas amigas, nomeada como Metal Esmagado, que é uma banda de rock.

### Outros personagens
A série também tem gerado outros personagens importantes, que tem contribuído para o enredo. Brock Leighton, melhor amigo de Alden, que muitas vezes faz aparições junto com os amigos de Sharon, só que de forma menor. Dion, que é um personagem homossexual, e se torna amigo de Sharon. Hannah Corbett, que era namorada de Alden durante algum tempo, principalmente quando seu relacionamento com Sharon não dava muito certo.

## Produção

### Antecedentes

Logotipo oficial da Nelvana.

Em janeiro de 1998, a Nelvana comprou o bloco infantil da CBS, exibido nas manhãs de sábado, para poder colocar suas próprias produções. O acordo foi fechado em $70 milhões, e com os subsídios recebidos pela empresa canadense, eles colocaram seis séries animadas em produção. Mais tarde, a Nelvana anunciou que a Scottish Television Enterprises trabalharia junto com ela na produção das animações, que estreariam no bloco da CBS, durante o outono de 1998. O programa, nomeado de Kidshow, ganhou 3 horas de duração, com seis animaçõs do estúdio canadense sendo exibidas. Logo depois, a Nelvana fechou três novos negócios: um bloco infantil nas manhãs de sábado na PBS, com seis novos programas baseados em livro para pré-escolares, um show em horário nobre no canal Fox Family, e o show Maggie e a Besta Feroz, para a Nickelodeon, além de outras animações, que já eram exibidas pelo canal infantil. A Nelvana, em 1998, viu sua receita atingir 50 milhões de dólares, 34% acima de 1997. Em fevereiro de 1999, o bloco na CBS já era um sucesso, tendo um aumento de 33% na audiência.
Embora tenha conseguido continuar com o crescimento em audiência, no final de 1999, o bloco foi modificado, embora o contrato da CBS com a Nelvana tenha continuado. Para tentar conseguir uma quantidade maior de público masculino, com idade entre sete e onze anos, a Nelvana começou a produzir três novas séries animadas com um enredo mais jovem. Em abril de 2000, a Nelvana começou a adaptar a série de anime Sakura Card Captors, sob o nome de Cardcaptors, para exibição no bloco Kids' WB! e no Teletoon do Canadá. Embora tenha perdido seu bloco na CBS, a Nelvana continuou produzindo shows para a PBS, além das atrações da Nickelodeon. No final deste mesmo ano, a Nelvana é comprada pela Corus Entertainment por 554 milhões de dólares.

### Desenvolvimento
O pai de Melissa Clark, criadora do show, era escritor, e ajudou ela a entrar no mundo da leitura e da escrita. Ela cursou a faculdade de literatura, e trabalhou durante 20 anos produzindo shows animados para a TV. Em um desses anos, Clark escreveu um show sobre "uma menina que usa aparelhos ortodônticos" (inspirado nos seus seis anos de uso de aparelho) e o entregou para a Nelvana. Durante o ano de 2000, a Nelvana aceitou trabalhar com a ideia de Melissa, e anunciou que estaria trabalhando com a Jade Animation para produzir Braceface, uma série animada, com 26 episódios, cada um com meia-hora de duração, que seria entregue a Fox Family nos Estados Unidos e a Teletoon no Canadá na primavera de 2001. Durante o mesmo período, a Nelvana trabalhou com a série Cyberchase. Mais tarde, a Nelvana assinou contrato com a Saban Consumer Products Europe para licenciar uma variedade de produtos relacionados a série em mais de 21 países, com produtos para vestuário, cosméticos, brinquedos, artigos de papelaria, música e multimídia. A Corus Entertainment, que vem a ser a dona da Nelvana,  foi a responsável por licenciar a animação na maioria dos países , enquanto a Luk Entertainment cuidou de licenciar a série na Espanha e em boa parte da America Latina.
A produção ficou por conta de Marilyn McAuley e Marianne Culbert, enquanto Alyse Rosenberg, Melissa Clark, Edwina Follows e Karen Moonah trabalharam como roteiristas. Patrick Loubert, Michael Hirsh, Clive Smith e Wallace Wong trabalharam como produtores executivos. Embora Sorriso Metálico tenha tido diversos escritores, Melissa Clark é a criadora da animação canadense.
A própria personagem Sharon Spitz foi baseada em Alicia Silverstone, que quis incluir traços da vida da mesma na personagem, como fato de que ambas usam aparelho e que elas são vegetarianas. Em entrevista, Alicia disse que quis participar do show – além das questões animais – por que queria ter uma comunicação maior com as crianças.  A ideia de Alicia era passar as crianças que elas devem tratar os animais da mesma forma que elas querem ser tratadas.
Louie Escauriaga foi a responsável por fazer os  storyboards para praticamente toda a série, assim como já havia trabalhado da mesma forma com outras produções conhecidas, como Pica-Pau e Betty Atômica.
A série foi produzida diretamente para a Fox Family e Fox Kids Network, que encomendou cerca de 26 episódios para a série. Ela foi anunciada como parte do catálogo do grupo por Maureen Smith, presidente de ambas as empresas. Smith ficou confiante quando a série estava em produção e achou que ela misturava bem a comédia com os assuntos típicos de todo o adolescente.

## Exibição

### Mundial

O Disney Channel foi o canal que mais exibiu Sorriso Metálico no mundo.

Sorriso Metálico foi exibida nos Estados Unidos (Fox Family, ABC Family, Disney Channel, The N, CBS), Canadá (Teletoon), Argentina (Fox Kids), Holanda (Disney Channel, Disney XD), Equador (Red TV Acuador), Reino Unido (Channel 5, Fox Kids/Jetix e Pop Girl), Alemanha (ProSieben, Fox Kids e Nickelodeon), Espanha (Disney Channel e K3), Portugal (Canal Panda, 2: e Biggs), Brasil (Fox Kids, Jetix, Disney Channel Brasil, Rede Globo e NGT), França (France 3), República Checa (Minimax), Polônia (Minimax, Zig Zap e TeleToon+ HD), Romênia (Minimax), Dinamarca (DR1), Itália (Disney Channel e Rai Due), Bélgica (Ketnet), Noruega (Jetix), Suécia (Jetix), Austrália (Fox 8), Hungria (Minimax), África do Sul (SABC 2), Malásia (Astro Ria - Língua do país, NTV7 - Língua inglesa) e Israel (Fox Kids). O Disney Channel exibiu a animação em quase todo mundo. O show vem ganhando nomes diferentes em diversos países, além de Sorriso Metálico, título brasileiro e português, temos: Sourire d'enfer na França, To Siderenio Prosopo na Grécia, Dientes de Lata na America Latina, Beugelbekkie na Holandda, Aparatka na Polônia e Sonrisa de acero na Espanha. Além disso, na Dinamarca, Sharon recebeu o nome de Sally Sand. O sucesso da animação no mundo se mede ao fato de que ela foi apresentada em mais de 20 países diferentes. Alicia Silverstone foi entrevistada em diversos países por diversos tipos de mídia, incluindo TV, jornais e revistas, devido ao enorme sucesso da animação.
Devido as brigas entre Fox Family e Walt Disney Company, muitos países tiveram a exibição da animação em diversos canais, geralmente variando entre Fox Kids/Jetix e Disney Channel. Estados Unidos, Equador, Reino Unido, Alemanha, Espanha, Portugal, Brasil, Dinamarca, África do Sul e Malásia estão entre os países que exibiram a série animada em TV aberta enquanto os demais somente exibiram na TV Fechada.

### No Brasil

A série foi exibida pela Rede Globo no Brasil.

No Brasil, o desenho estreou no dia 12 de Outubro de 2001 e teve como dubladora da personagem principal a atriz Mariana Ximenes. O desenho foi exibido pelo canal pago Fox Kids, às segundas, quartas e sextas, às 14h, inicialmente. Exatamente dois anos depois, a Rede Globo começou a exibir a animação a partir do dia 6 de Outubro de 2003 pela TV Globinho em um especial para o Dia das Crianças, junto com outros desenhos como Shaman King e Os Padrinhos Mágicos. Mais tarde, Sorriso Metálico começou a ser exibido pela Fox Kids em dois horários, as 14h30 e as 15h30, devido ao grande sucesso em audiência. Quando o Jetix estreou, no lugar do extinto Fox Kids, Sorriso Metálico estava entre as atrações do canal, que apresentavam novos episódios da animação canadense, referentes a terceira temporada. A animação também foi exibida pelo canal Disney Channel em 2006. A última exibição de Sorriso Metálico no Brasil foi pelo canal NGT as 18h00 em 2006. Em 2017, a primeira temporada de Sorriso Metálico foi adicionada ao serviço de streaming Vid+ no Brasil.

### Em Portugal
Em Portugal, o desenho estreou na RTP (canal 2) no início dos anos 2000, dobrado em português. Mais tarde, foi também exibido pelo Canal Panda, desta vez na versão original (inglês) com lengendas em português. Em 2014, o Biggs repetiu o desenho, de novo em inglês. 

## Elenco

### Elenco original

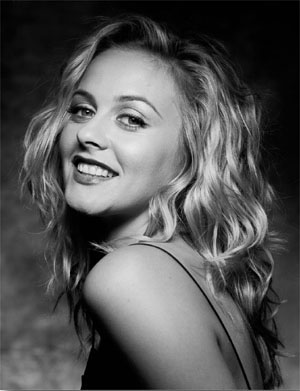
Alicia Silverstone trabalhou na produção da série animada e fez a voz de Sharon Spitz.

A série contém um elenco conhecido por trabalhar com vozes de desenhos animados. As vozes são consideradas "populares diante do público pois os mesmos atores já haviam trabalho em diversas animações.
- A atriz Alicia Silverstone fez a voz da personagem príncipal nas duas primeiras temporadas, Sharon Spitz, e também trabalhou na direção da série, servindo de base para a própria personagem.[50] A atriz que substituiu Alicia como Sharon na terceira temporada se chama Stacey DePass, ela trabalha com vozes de desenhos animados já faz algum tempo, tendo como voz mais conhecida a personagem Nikki Wong na série animada Seis Dezesseis.
- Dan Petronijevic que fez a voz de Adam Spitz, é conhecido por ser a voz de Geoff na Ilha dos Desafios e em suas continuações.
- O ator Michael Cera, que fez a voz de Josh Spitz é um conhecido ator por suas interpretações como George Michael Bluth na série Arrested Development, Evan no filme Superbad, como Paulie Bleeker em Juno e Scott Pilgrim.
- Daniel DeSanto é a voz de Brock Leighton e é mais conhecido como a voz de Ray na série de anime Beyblade.
- A atriz Katie Griffin, a voz original da personagem Nina Harper, é muito conhecida por dar sua voz a personagens de desenhos animados, sendo as mais conhecidas, a Sailor Mars de Sailor Moon e a Yoko na animação francesa Team Galaxy.
- Vince Corazza, a voz do Alden, é muito conhecido por ser uma das vozes de Tuxedo Mask na animação Sailor Moon.

### Elenco brasileiro

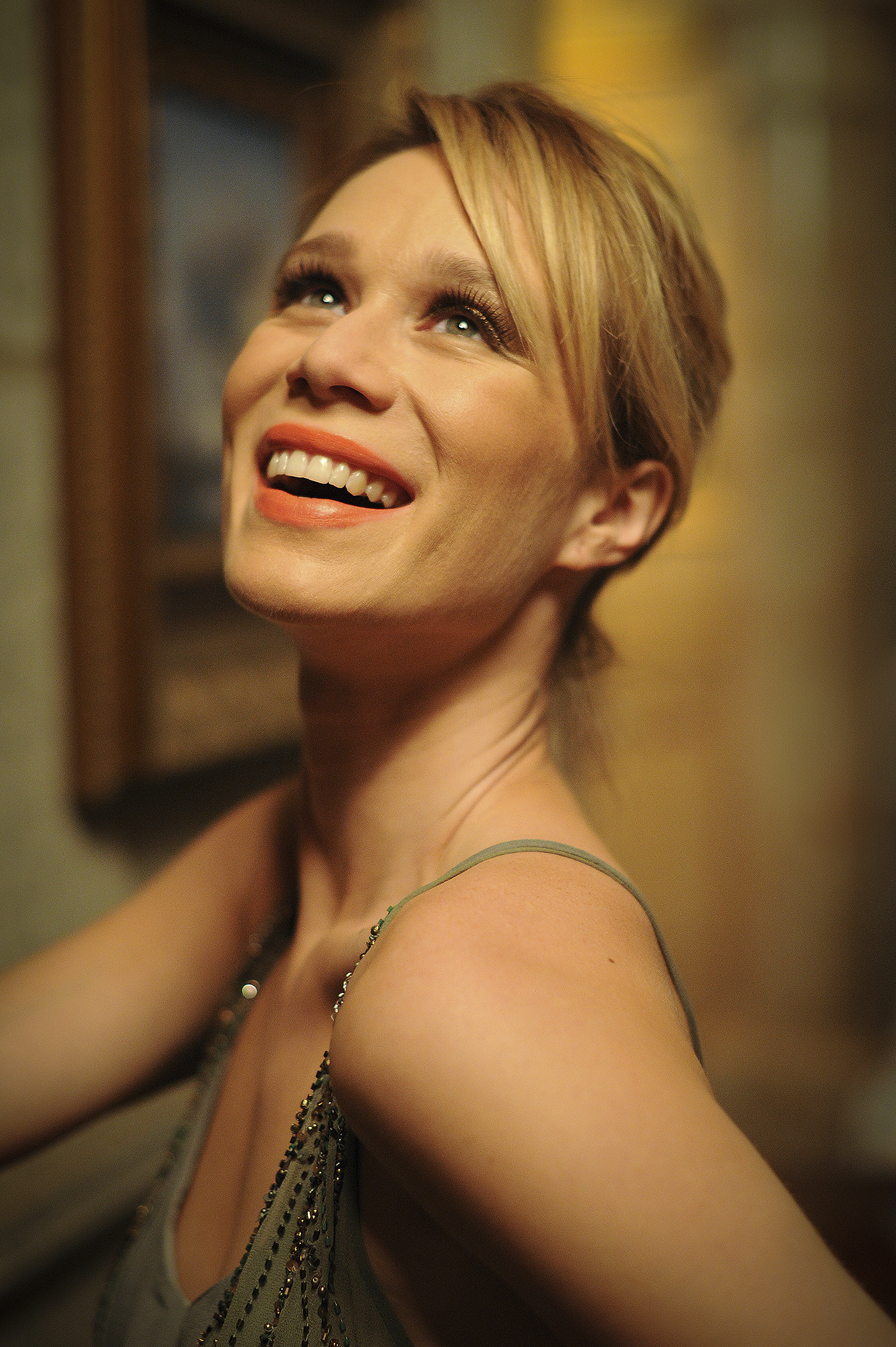
Mariana Ximenes foi a voz brasileira de Sharon Spitz.

- Assim como na dublagem original, uma atriz famosa esteve no papel de Sharon Spitz. Mariana Ximenes, famosa por novelas como Chocolate com Pimenta e Passione, foi a voz de Sharon de 2001 a 2005. [51]
- Iara Riça, também creditada como Yara Riça, voz de Maria, é conhecida por ser a dubladora da Florzinha na série animada As Meninas Superpoderosas[52] e da Yumi no desenho Hi Hi Puffy AmiYumi, ambos do Cartoon Network.
- Luís Sérgio Vieira, a voz do Connor, tem como personagem de maior destaque o Tai Kamiya em Digimon e suas continuações.[53]
- Christiano Torreão, voz do Alden, fez a voz do Hiei em Yu Yu Hakusho. O ator Marcelo Garcia, que substituiu Christiano é principalmente conhecido por ser a voz do Flash na Liga da Justiça.
- Marcelo Sandrynni, que fez tanto a voz de Brock quanto a primeira voz de Adam, ficou muito reconhecido por ser a voz do personagem Apu na série Os Simpsons.[54]
- Nair Amorim, voz da mãe de Sharon, é conhecida pelos fãs de dublagem como sendo a dubladora da Velma Dinkley nos desenhos do Scooby-Doo, além de ser a voz da Wanda no desenhos Os Padrinhos Mágicos.
- Izabel Lira, voz da Nina, já foi a voz de diversas personagens de novelas méxicanas.
- Angélica Borges, voz de Alyson, também fez diversos trabalhos na dublagem, tanto na animação quanto em filmes e séries de TV.

## Mercadoria e mídia

### Vídeo games
Quando Sorriso Metálico estava no Disney Channel, o site da Disney disponibilizou um jogo, em que o jogador tinha que enfrentar diversos problemas no colégio. Obviamente, o jogador tinha como avatar a própria Sharon e o jogo foi nomeado como Braceface: Beware the School (traduzido literalmente como Sorriso Metálico: Cuidado com a Escola). No final do jogo, Sharon terminava junto com seus amigos, que estavam presos na sala de aula. Depois, outro jogo foi disponibilizado, que serve como continuação para o anterior, sobre o nome de Braceface: The Mystery School, onde o jogador deve descobrir quem foi o responsável por aprisionar os amigos de Sharon na sala de aula. Também existe um jogo chamado Zig Zar, aonde o jogador deve ajudar Sharon há enfrentar diversos obstáculos para chegar até a escola. Usando a Sharon como avatar, o jogador deveria pegar livros, pulando por diversos locais, aonde os livros se encontravam. O jogo provavelmente foi produzido na Polônia, pois as placas estão em língua polaca e a personagem usava o visual que adotou na 2ª temporada, com a blusa cor-de-rosa.

### Música

A capa de Fox Kids Hits 5.

A música-tema do desenho foi cantada por Alicia Silverstone durante toda a série e recebeu o mesmo nome do desenho animado. No Brasil, a música ganhou o nome de "Ter Um Sorriso Metálico" e foi dublada na Master Sound, embora se desconheça a voz da cantora/dubladora, sabe-se que ela também foi a responsável pela música da abertura do desenho Ana Pimentinha. Embora a música em si fosse sempre mantida, as imagens mostradas na abertura geralmente eram mudadas para dar ênfase aos acontecimentos atuais da vida de Sharon. A letra da música foi feita pela própria Alicia, que quis descrever o dia-a-dia que Sharon tem, com os seus "problemas comuns de todo adolescente". Ela foi gravada na Nelvana no Canada durante as férias de verão. A música original falava sobre namoros e complicações da vida de uma adolescente. A versão brasileira fala muito mais sobre o quanto mudou a vida de Sharon devido ao seu "sorriso metálico", o ritmo da versão brasileira também se tornou diferente da versão original.
Nunca foi lançada uma trilha sonora ou qualquer tipo de mídia com as músicas cantadas durante os episódios da série de TV – com exceção dos DVDs que tinham as músicas como bônus de karaokê. A canção no entanto, fez aparições nas coletâneas lançadas pela Fox Kids. Em 2002, Sharon estava junto com outros personagens da Fox Kids na capa do CD Fox Kids Hits 5 e a música-tema do desenho foi incluída nas faixas do CD, sendo o primeiro lançamento da música tema em um álbum. Braceface também esteve no CD Beste Van Fox Kids Hits, lançado na Holanda, aonde a canção também foi incluída. A música também foi incluída no álbum Fox Kids: Vakantie Hits, lançado em 2004 para o Dia dos Namorados. Quando a série foi apresentada no Disney Channel, o canal lançou um DVD em conjunto com a Nelvana e a Funimation Entertainment, que tinha a música-tema como bônus principal, esse foi o segundo e último lançamento da música completa em toda a história de Sorriso Metálico.

### Produtos
A Saban Entertainment foi a responsável pelo licenciamento de produtos com a marca Braceface em todo o Ocidente. Porém, depois que a Fox Kids foi vendida para a Disney Consumer Products, os direitos de licenciamento passaram para a Funimation Entertainment, que cuida do desenho animado até hoje. Durante os anos de 2001 até 2005, diversos produtos com a marca foram lançados, embora em grande maioria nos Estados Unidos. Os produtos associados a Fox Kids tiveram Sorriso Metálico associada, como estojos escolares, chaveiros, camisetas, revistas, etc. A própria marca teve um lançamento de livros, com 3 volumes, que acabaram não sendo muito aceitos pelos fãs pois tinham histórias diferentes das apresentadas na série. Uma linha de bijuterias infantis foi lançada no mercado norte-americano sobre o nome de Braceface: Teens Jewelry, que tinham a imagem de Sharon e seus amigos estampadas. Na Holanda foram lançados diversos produtos, com o nome de Beugelbekkie, que vem a ser o título da animação por lá. No país foram lançados diversos produtos, entre eles: um conjunto de cama pela Klaas Vaak, 4 DVDs, uma linha de roupas e uma vasta linha de mercadorias. Também foi lançado um BOX com dois DVDs de Sorriso Metálico e dois DVDs de Três Espiãs Demais, quando ambos eram exibidos pela Fox Kids.
Uma linha de bolsas, que não perdurou por muito tempo, foi lançada no mercado, com diversas imagens do desenho animado. Embora inicialmente a ideia era usar a imagem da atriz Alicia Silverstone aos produtos do desenho, a própria atriz se recusou a fazer o mesmo, embora o motivo seja desconhecido. Os CDs Fox Kids Hits tiveram a música tema do desenho em algumas ocasiões, incluindo a imagem de Sharon no interior do CD. Também foi lançada uma linha de cadernos, outra de adesivos "brilhantes", um álbum de figurinhas e uma linha de calçados, todos com o nome da marca. O último lançado relacionado a Braceface foram os DVDs, lançados em 2005.

### Revista em quadrinhos

A primeira edição da revista em quadrinhos.

Na Holanda, uma revista em quadrinhos foi lançada pela Juniorpress em 2004. O primeiro volume tinha Sharon na capa, e além da história em quadrinhos, ela vinha com algumas informações do show, e a prévia da capa da próxima edição. A revista durou até o ano seguinte, com 16 edições ao todo, embora houvesse a intenção de lançar mais edições, como existia uma prévia da capa da edição 17 na última revista. Baseados nos episódios da série animada, as histórias em quadrinhos mostravam os acontecimentos com mais intensidade, chamando a atenção dos fãs.

### Home vídeo
No dia 15 de junho de 2004, a Funimation Entertainment anunciou que seria lançado um DVD da série, com o nome de Brace Yourself. No dia 26 de março do mesmo ano, a Funimation divulgou a capa do primeiro DVD de Braceface, posteriormente, em junho, a Nelvana lançou um novo site para Sorriso Metálico, anunciando também um novo DVD. Em 2005, a Funimation anunciou um novo DVD para o show, com os 13 primeiros episódios, para ser lançado no dia 18 de outubro. No Brasil, houve um lançamento de dois DVDs, cada um com 2 episódios pela Vídeo Brinquedo, distribuídos pela REXMORE. A dublagem brasileira foi feita pela Master Sound.

### Promoções
Diversas promoções foram feitas enquanto Sorriso Metálico estava em exibição. No Reino Unido, a Fox Kids sorteou 100 camisas com a imagem de Sharon estampada. O fã deveria responder diversas perguntas sobre o show no site oficial da Fox Kids do Reino Unido para poder participar da promoção. Mais atualmente, em 2008, a Nelvana fez uma promoção de Natal em que uma criança mandaria um e-mail respondendo perguntas sobre os desenhos do grupo, e as 20 crianças mais criativas ganhariam 1 DVD de sua série animada favorita. Entre os desenhos, tinhamos: Jacó Dois-Dois, Donkey Kong Country, Os Padrinhos Mágicos, Sorriso Metálico e O Pequeno George.

## Impacto

### Prémios
A série canadense Sorriso Metálico recebeu o Environmental Media Association Award como "Melhor Série Animada para Crianças". O prêmio foi dado devido as mensagens ambientais passadas na série, que dão o exemplo as crianças de como tratar bem os animais e comer vegetais. Michael Hirsh, CEO da Nelvana, disse que "é uma honra ter nosso trabalho reconhecido em Sorriso Metálico pela EMA". "Alicia Silverstone tem desempenhado um papel fundamental para ajudar a concentrar Sorriso Metálico sobre questões ambientais que são importantes para as crianças de hoje" disse ele. A atriz Alicia Silverstone, voz de Sharon nas duas primeiras temporadas, recebeu o prêmio. Este foi considerado um dos melhores prêmios recebidos até hoje para toda a série.
Sorriso Metálico também recebeu durante três anos o prêmio de "Programa infantil ou série" no Genesis Awards, inicialmente, em 2002 pelos episódios A Carne da Questão (The Meat Of The Matter no original) e Conexão Corporal (The Dissection Connection no original), em 2003 pelo episódio Vaidade da Pele (Vanity Fur no original) e pela atuação de Alicia Silverstone e trabalho da criação do show, que foi creditado para Melissa Clark, em 2004. O Genesis Awards concedeu o prêmio pois acredita que "a série lida com temas importantes de todos os adolescentes, como amizade, lealdade, convicção moral, pessoal e capacitação." Além disso, trata de assuntos que geralmente, outras séries animadas não tratam.
Ela também ganhou o The New York Festivals Television Programming and Promotion Competition como "Finalist Status in the Television Programming And Promotion Competition" e o Pulcinella Award por "Best Series of the Year for Young Adults and Adults". A animação também foi nomeada para o Emmy Awards em 2002 juntamente com Rolie Polie Olie.
| Ano  | Prêmio                                                                  | Categoria                                                               | Resultado |
| ---- | ----------------------------------------------------------------------- | ----------------------------------------------------------------------- | --------- |
| 2001 | Environmental Media Association Award                                   | Melhor Série Animada para Crianças                                      | Venceu    |
| 2002 | The New York Festivals Television Programming and Promotion Competition | Finalist Status in the Television Programming And Promotion Competition | Venceu    |
| 2002 | Pulcinella Award                                                        | Melhor Série do Ano para Jovens e Adultos                               | Venceu    |
| 2002 | Genesis Awards                                                          | Programa Infantil ou Série                                              | Venceu    |
| 2002 | Emmy Awards                                                             | Melhor Série Animada                                                    | Indicado  |
| 2003 | Genesis Awards                                                          | Programa Infantil ou Série                                              | Venceu    |
| 2004 | Genesis Awards                                                          | Programa Infantil ou Série                                              | Venceu    |

### Recepção
Em todas as pesquisas, a série recebeu críticas neutras ou boas, sempre sendo elogiada por abordar de assuntos que ainda não haviam sido abordados em animações infanto-juvenis. No Rotten Tomatoes, Sorriso Metálico esta com 48% de aceitação dos críticos, com uma classificação média e com uma performance de 3.5 de aceitação do público. No Ranker, a série esta entre as 5 animações canadenses favoritas do público, com 2.532 votos. O sucesso da série nos Estados Unidos foi considerado em grande parte devido ao grande talento de Alicia Silverstone, que demonstrou praticamente "entrar" dentro da personagem. A animação teve grande influência na alimentação de diversas crianças e este fato foi muito notado entre os críticos como algo positivo para Sorriso Metálico. O Los Angeles Times disse que a estreia do show foi "saltitante" e que ele será uma ótima oportunidade para as crianças. No início de sua exibição, Braceface bateu de frente com canais como Nickelodeon, Disney Channel e o Cartoon Network, tendo uma classificação de 5,3, se comparado aos demais programas assistidos naquele momento. No dia 16 de dezembro de 2001, o show foi a maior audiência da Fox Kids no Reino Unido. O Washington Post disse que a animação mistura os problemas com o aparelho de Sharon e os acontecimentos reais vividos por toda garota de 14 anos. Jeanne Spreier, do Dallas News disse que o show demonstra todos os traumas de um adolescente, sem recorrer a maldade. Ela também disse que o show é "adolescente, tão real e tão engraçado".

### Influência
O personagem Chester Ruimdetaco da animação Os Padrinhos Mágicos foi provavelmente inspirado em Sharon. Ele é loiro e seu aparelho causa diversos problemas a ele. O quadrinho brasileiro The Laion Kenga, uma paródia ao filme O Rei Leão, teve uma personagem muito similar a Sharon em uma de suas tirinhas. A personagem apresentava o personagem principal em uma luta, era loira, usando o mesmo tipo de penteado de Sharon, usava uma roupa azul e tinha aparelhos. Antes do desenho, a palavra Braceface nunca havia sido usada para uma pessoa que usasse aparelho dentário, porém, depois da animação, essa palavra se tornou popular entre os grupos de pessoas que usam do aparelho dentário. No Brasil, a palavra Sorriso Metálico também se tornou popular entre os dentistas e jovens que usam aparelho dentário. Diversos dentistas acreditam que as situações vividas por Sharon são muito similares as vividas por diversas crianças e jovens, por isso, o desenho acabou se tornando um sucesso. Existem muitos consultórios de dentistas que usam o nome Sorriso Metálico no Brasil. Em um episódio da série animada Hi Hi Puffy AmiYumi, a personagem Yumi teve que usar aparelhos e eles causaram diversos problemas a ela, muitos similares aos problemas causados pelo aparelho de Sharon. O site Zazzle.com tem uma marca com o nome de Braceface com botons, camisetas, canecas, bolsas, mouse pad, etc. Existe um livro chamado Quatro-olhos e um Sorriso Metálico e que foi criado por Thomas Brezina, famoso escritor de livros infantis. O livro conta uma história similar a apresentada no show. Na história em quadrinhos Mig & Meg há uma personagem chamada Pati, que é muito semelhante a Sharon tendo os mesmos cabelos loiros, olhos verdes e também usa aparelho nos dentes.

## Legado

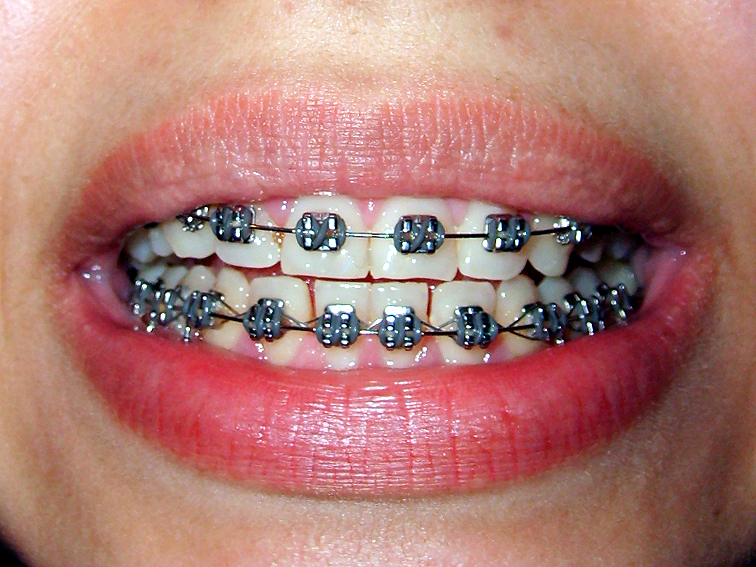
O fato da personagem principal usar aparelho ortodôntico foi essencial para o sucesso do show.

Braceface se tornou uma das poucas séries animadas a tratar de diversos problemas com realidade, sem infantilizar o assunto, como exemplos: racismo, drogas, puberdade, homossexualidade, popularidade escolar, roubos, etc. O fato de levar os assuntos com tanta realidade fez com que o show ganhasse grande popularidade entre os jovens.[carece de fontes?] A série obteve um enorme sucesso internacional, sendo exibido em diversos países e sendo líder de audiência em muitos casos. Talvez a maior popularidade da série tenha ocorrido em todo o território europeu, sendo exibido em mais de 30 países. A série também vem sendo ligada a questões ambientais e seu público são crianças, adolescentes e pré-adolescentes. Grupos de vegetarianos também ligam a imagem de Sharon com as questões vegetarianas, e que o desenho é uma ótima oportunidade para as crianças. No Brasil, o show foi considerado uma "febre entre os pré-adolescentes", fazendo com que muitos jovens que tinham vergonha de usar o aparelho, acabassem aderindo a ele graças ao desenho. Em pesquisa, a maioria das garotas com 7 anos de idade se espelharam em Sharon, querendo aderir o uso do aparelho dentário, mesmo com os dentistas dizendo claramente que de modo geral as crianças não devem usar aparelhos.
A relação entre pai e filho também levou a série a ter grande prestigio entre os pais das crianças que assistiram ao show, sendo um dos grandes pontos positivos para o programa. A revista Crescer disse que o show representa bem a relação familiar. A série também obteve rumores de que teria um filme animado, embora isso nunca tenha sido concretizado. Sharon também foi considerada uma personagem diferente das demais apresentadas em outros shows, tendo grande destaque como uma "heroína incomum". Atualmente, o site Terra Networks citou o desenho em uma matéria sobre aparelhos ortodônticos, dizendo que a popularidade dos aparelhos foi o que causou a existência da série animada.

### Situação atual
Em 2005, a Nickelodeon alemã comprou os direitos para 54 episódios de Sorriso Metálico, que foram exibidos no outono. A série também foi vendida para a Europa Central e Oriental, Turquia e Israel. A Nelvana também fechou, ainda em 2005, um contrato com o canal Teletoon para venda de DVDs relacionados a Braceface. Em 2007, a Nelvana anunciou que Sorriso Metálico estaria junto com Beyblade, Brian Jacques' Redwall e Contos da Cripta no lançamento de DVDs e downloads digitais da empresa. Nos Estados Unidos, a série ainda esta sob os direitos do canal Disney Channel, e os últimos 30 episódios nunca foram exibidos por lá, embora haja interessa de outras emissoras em fazer isso.
A Nelvana anunciou que havia feito uma parceria com a Hewlett-Packard para lançamento de DVDs online, isto incluia Sorriso Metálico, assim como outros desenhos da empresa. O canal KidsCo mostrou grande interesse em adquirir os direitos de Sorriso Metálico para exibição. Braceface foi apresentada junto com os demais projetos trabalhados pela Rohan Staton Composer em 2012. No dia 6 de maio de 2014, a série animada foi incluída na rede social "Viddiverse" como parte da sessão de vídeos. Em 2017, a Nelvana fechou um acordo com a Cinedigm para a distribuição da animação em todo território norte-americano e canadense.